# Pelagia
Pelagia — научно-исследовательское судно на службе Королевского Нидерландского Института Морских Исследований. Судно оборудовано двумя сухими лабораториями, одной мокрой и может принять на борт до 9 лабораторных контейнеров.